# Niskie napięcie
Niskie napięcie (zapisywane skrótowo jako nn) – w elektrotechnice oraz elektronice oznacza napięcie elektryczne w obwodach prądu przemiennego do 1000 woltów przy częstotliwości nie większej niż 60 Hz, oraz napięcie w obwodach prądu stałego do 1500 woltów.
Występuje również pojęcie "napięcia dotykowego dopuszczalnego (długotrwale)" zwanego dawniej (przed wejściem w życie Polskich Norm serii PN-IEC 60364) napięciem bezpiecznym. W warunkach środowiskowych normalnych jest to napięcie w obwodach prądu przemiennego poniżej 50V, w obwodach prądu stałego poniżej 120V. W warunkach niekorzystnych (wilgotne pomieszczenia) odpowiednio 25V i 60V, a w warunkach szczególnie niekorzystnych (baseny, sauny) odpowiednio 12V i 30V.
Pojęcie niskie napięcie nie oznacza więc, że jest to napięcie "bezpieczne", bo wszystko zależy od warunków otoczenia i stanu zdrowia człowieka (np. rany).
| Rodzaj prądu                                                                       | Napięcie znamionowe                | Napięcie znamionowe                           |
| Rodzaj prądu                                                                       | Bardzo niskie napięcie             | Niskie napięcie                               |
| Prąd stały                                                                         | 6, 12, 24, 36, 48, 60, 72, 96, 110 | 220, 440, 750, 1500                           |
| Prąd przemienny                                                                    | 6, 12, 24, 48, 110                 | 120/240¹, 230/400², 277/480², 400/690², 1000² |
| ¹⁾ Układ jednofazowy trójprzewodowy ²⁾ Układy trójfazowe trój- i czteroprzewodowe. |                                    |                                               |